# بیبی بلو (ترانه بدفینگر)
«بیبی بلو» (انگلیسی: Baby Blue) آهنگی از گروه ویلزی بدفینگر از آلبوم ۱۹۷۱ آنها به نام استریت آپ است. این آهنگ توسط پیتر هم نوشته، توسط تاد راندگرن تهیه شده و در اپل ریکوردز منتشر شده است.
از این آهنگ در سکانس آخر قسمت پایانی سریال بریکینگ بد استفاده شده است.